# Cheer Academy Bochum
Die Cheer Academy Bochum (kurz CAB) ist ein Sportverein in Bochum, der sich ausschließlich dem Cheerleading widmet. Über die Landesverbände der Cheerleader Vereinigung
Deutschland im American Football Verband Deutschland sowie des Cheerleading und Cheerperformance Verbandes Deutschland (CCVD) ist der Verein in beiden deutschen Cheerleader-Organisationen vertreten und über den CCVD auch im Deutschen Olympischen Sportbund (DOSB) organisiert.

## Geschichte

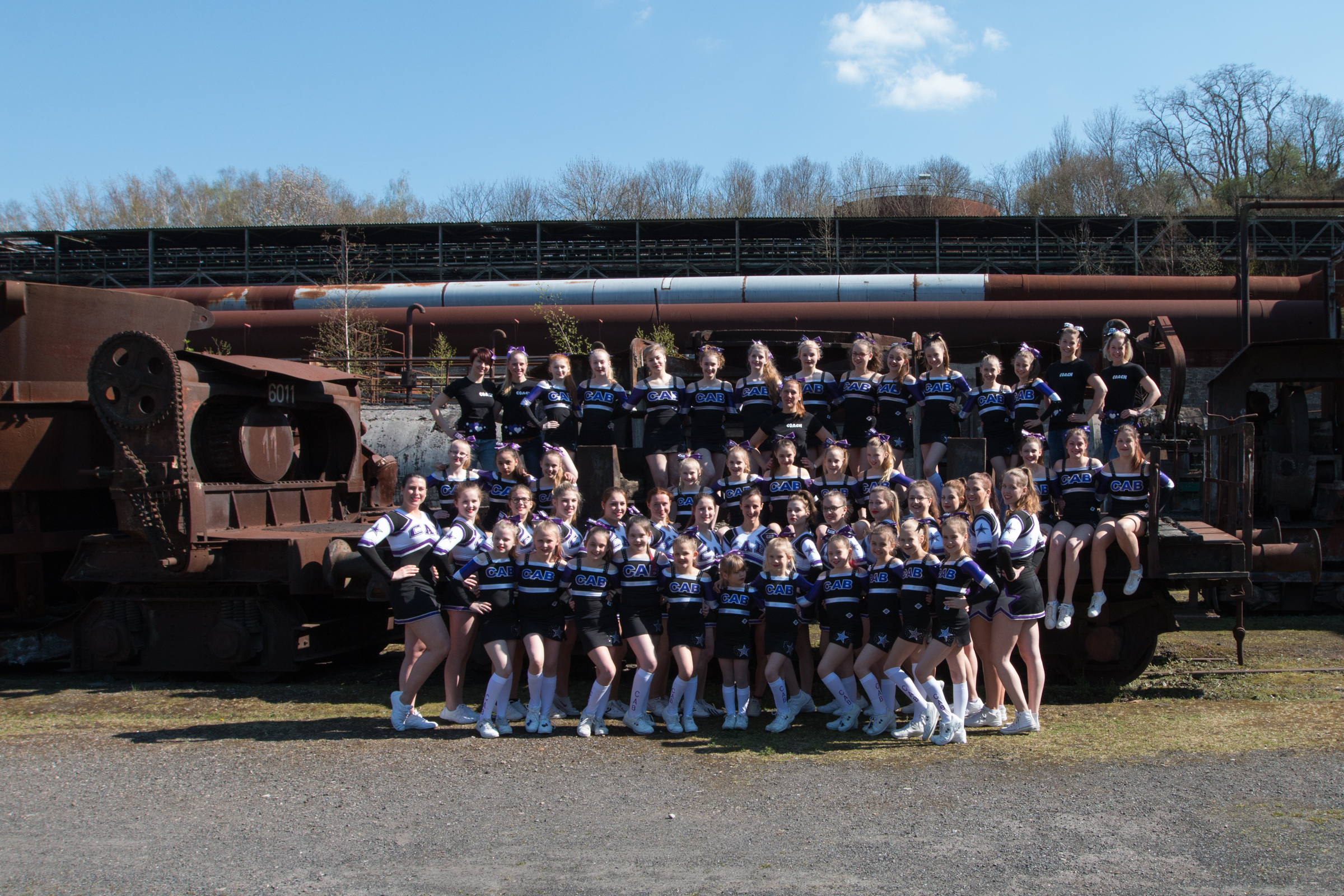
Die aktiven Cheerleader der Cheer Academy Bochum im Jahr 2015

Im Sommer des Jahres 2007 reifte bei einigen Bochumer Cheerleadern der Entschluss, dass der Cheersport in Bochum nicht länger als Anhängsel im Schatten von mehr oder weniger etablierten Sportarten stehen sollte. Aus dieser Idee heraus wurde am 25. September 2007 die Cheer Academy Bochum gegründet – und am 13. November 2007 war die Gründungsphase mit der Eintragung ins Vereinsregister am Amtsgericht Bochum auch schon beendet.
Sportlich startete die CAB im Seniorbereich mit einem Dance-, einem Allgirl-Cheer-Team sowie einer Groupstunt-Gruppe. Die Heimat der Cheer-Teams war zumeist das Turnzentrum in der Harpener Heide. Die Dance-Gruppe traf sich regelmäßig in der Cheer Factory in Bochum-Wattenscheid. Da schon bei der Gründung ein Stamm von „gelernten“ Cheerleadern dabei war, kamen auch schnell Auftritte bei diversen Veranstaltungen dazu.
Im Jahr 2008 begann auch der Wettkampfsport bei der Cheer Academy Bochum mit der Teilnahme der Lilax in der Kategorie Senior Allgirl Cheer an den GermanCheerMasters in Lemgo. Ein Jahr später nahm die erste Nachwuchsmannschaft das Training auf. Die Lilies starten seitdem in der Altersklasse Peewee (bis 11 Jahre). Mit der Gründung des Juniorteams – den Violets – im Januar 2012 bietet die Cheer Academy Bochum für Mädchen und Frauen aller Altersgruppen ein leistungsorientiertes Wettkampftraining an.

## Mannschaften
Obwohl die Cheer Academy Bochum satzungsgemäß die Sparten Cheerdance und Cheerleading vertritt, können aktuell (2015) nur die Allgirl-Cheer-Kategorien angeboten werden.

### Peewees
Im Nachwuchsbereich starten die Lilies als Allgirl Cheer Team in der Altersklasse Peewee (unter 12 Jahre). Daneben sind oder waren noch die Purple Starlights (Allgirl Groupstunt) und die Purple Twinkle (Aufbauteam) bei Wettkämpfen aufgetreten.

Die größten Erfolge der Lilies bei offiziellen Meisterschaften sind
- 2017

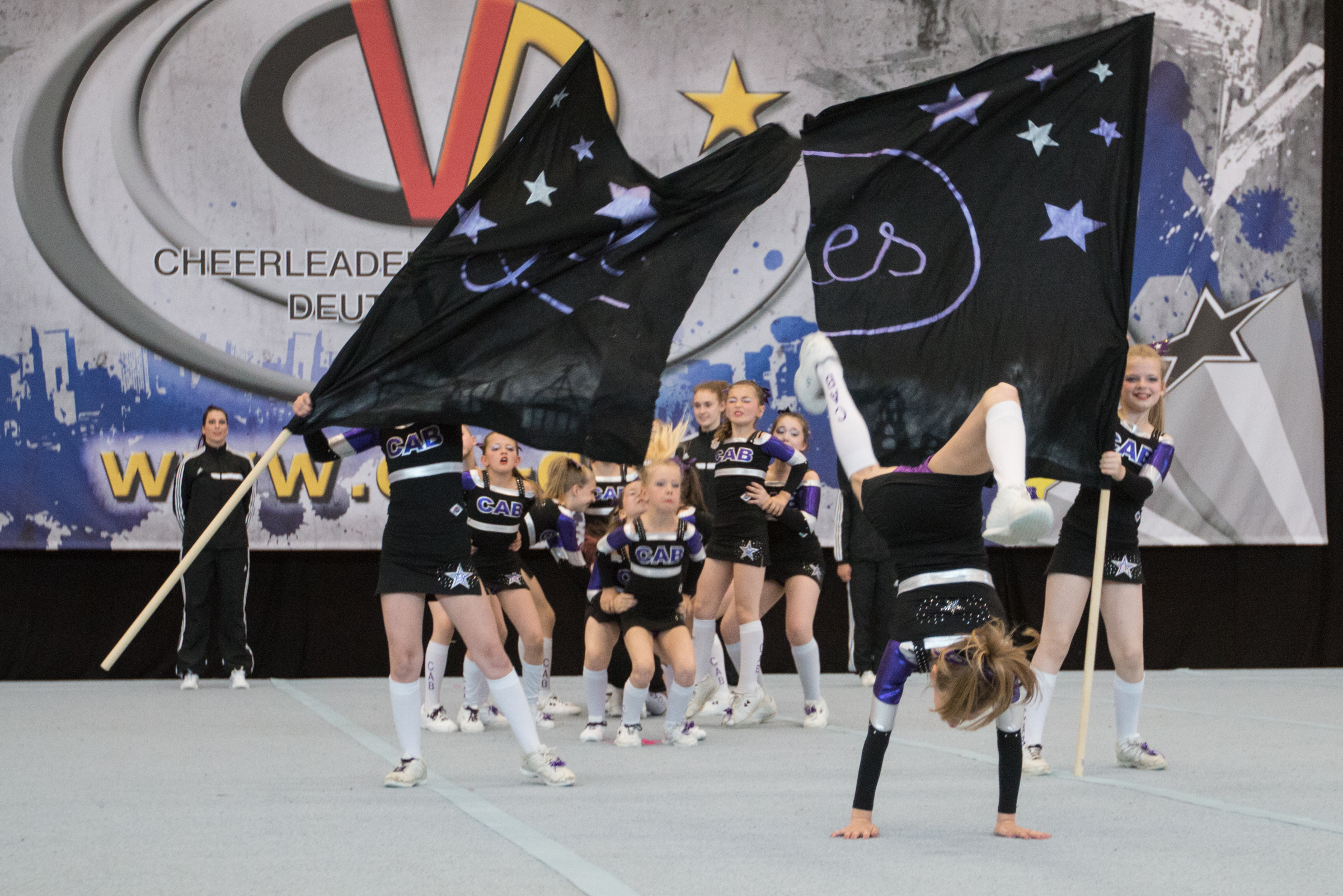
CAB Lilies bei der Deutschen Meisterschaft (CvD) 2015 in Stuttgart

  - German All Level Championship: Platz 2 Peewee Level 2[5]
  - Regionalmeisterschaft West (CCVD): Platz 4 Peewee Cheer Level 2[6]
- 2016
  - NRW-Meisterschaft (CvD): Platz 1 Peewee Allgirl Cheer[7]
  - Regionalmeisterschaft West (CCVD): Platz 6 Peewee Cheer Level 2[8]
- 2015
  - NRW-Meisterschaft (CvD): Platz 2 Peewee Allgirl Cheer
  - Deutsche Meisterschaft (CvD): Platz 3 Peewee Allgirl Cheer
  - Europameisterschaft (ECA): Platz 3 Peewee Allgirl Cheer
- 2014
  - NRW-Meisterschaft (CvD): Platz 1 Peewee Allgirl Cheer
  - Deutsche Meisterschaft (CvD): Platz 6 Peewee Allgirl Cheer

### Juniors
In der Altersgruppe Juniors (12 bis 16 Jahre beim CvD und 12 bis 17 Jahre beim CCVD) treten die Violets als Allgirl Cheer Team für die Cheer Academy Bochum auf. Als Groupstunt-Gruppe sind sie bisher (2015) zweimal unter dem Namen Purple Starlights zu Wettkämpfen erschienen.

Die größten Erfolge der Violets bei offiziellen Meisterschaften sind
- 2017

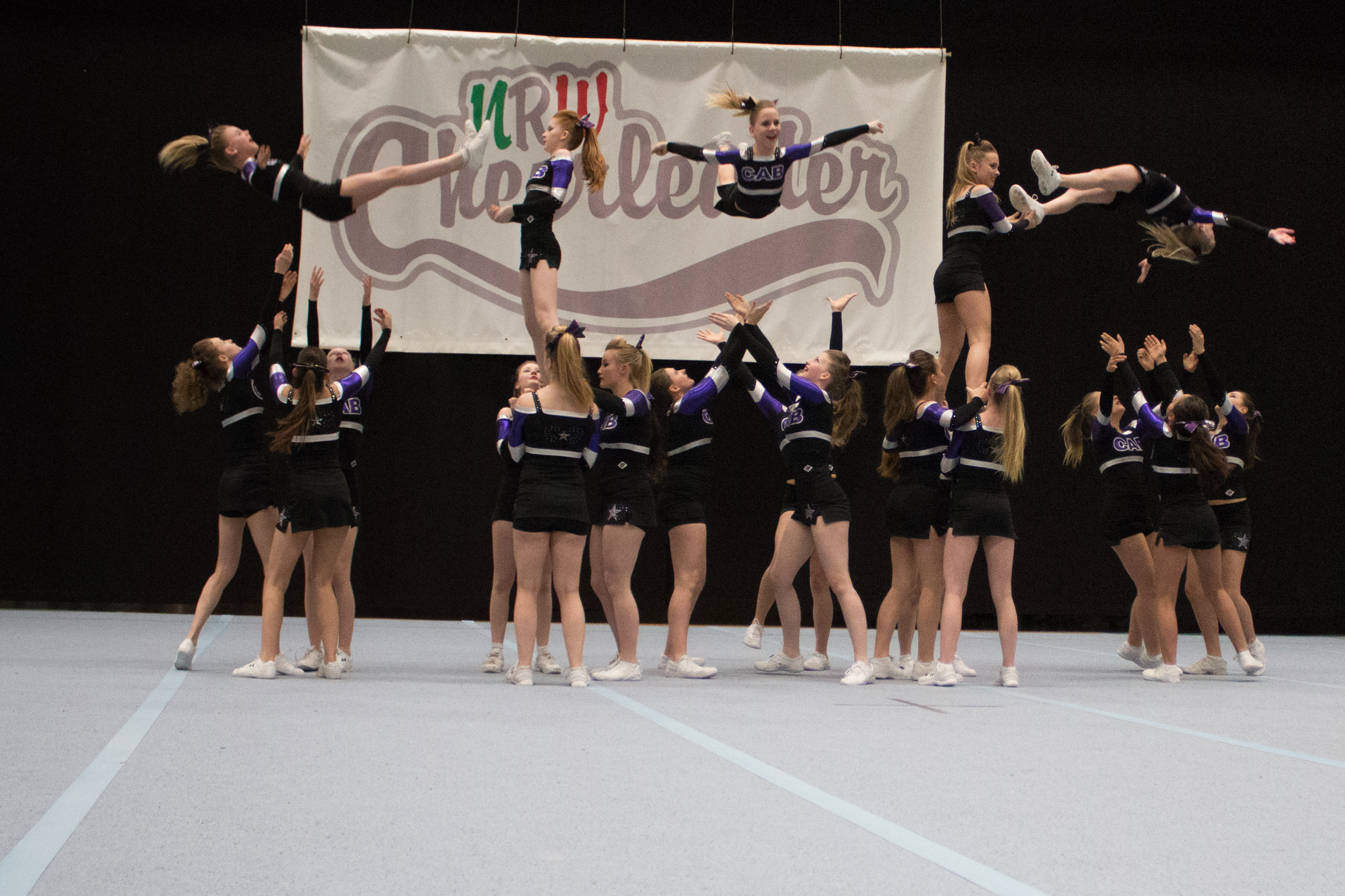
CAB Violets bei der NRW-Landesmeisterschaft (CvD) 2015 in Mülheim an der Ruhr

  - German All Level Championship: Platz 6 Junior Allgirl Level 4[5]
  - Regionalmeisterschaft West (CCVD): Platz 2 Junior Allgirl Cheer Level 4[6]
- 2016
  - NRW-Meisterschaft (CvD): Platz 1 Junior Allgirl Cheer[7]
  - Regionalmeisterschaft West (CCVD): Platz 5 Junior Allgirl Cheer Level 5[8]
- 2015
  - NRW-Meisterschaft (CvD): Platz 1 Junior Allgirl Cheer
  - Deutsche Meisterschaft (CvD): Platz 3 Junior Allgirl Cheer
  - Europameisterschaft (ECA): Platz 1 Junior Allgirl Cheer
- 2013
  - Stadtmeisterschaft Bochum: Platz 1 Junior Allgirl Cheer
- 2012
  - Stadtmeisterschaft Bochum: Platz 1 Junior Allgirl Groupstunt

### Seniors
Im Senior-Bereich (ab 16 Jahren beim CvD und ab 14 Jahren beim CCVD) starten die Lilax für die Cheer Academy Bochum. Zudem sind unter den Namen SkyLite und Lilax Selection diverse Groupstunt-Formationen aufgetreten.

Die größten Erfolge der Lilax bei offiziellen Meisterschaften sind
- 2016

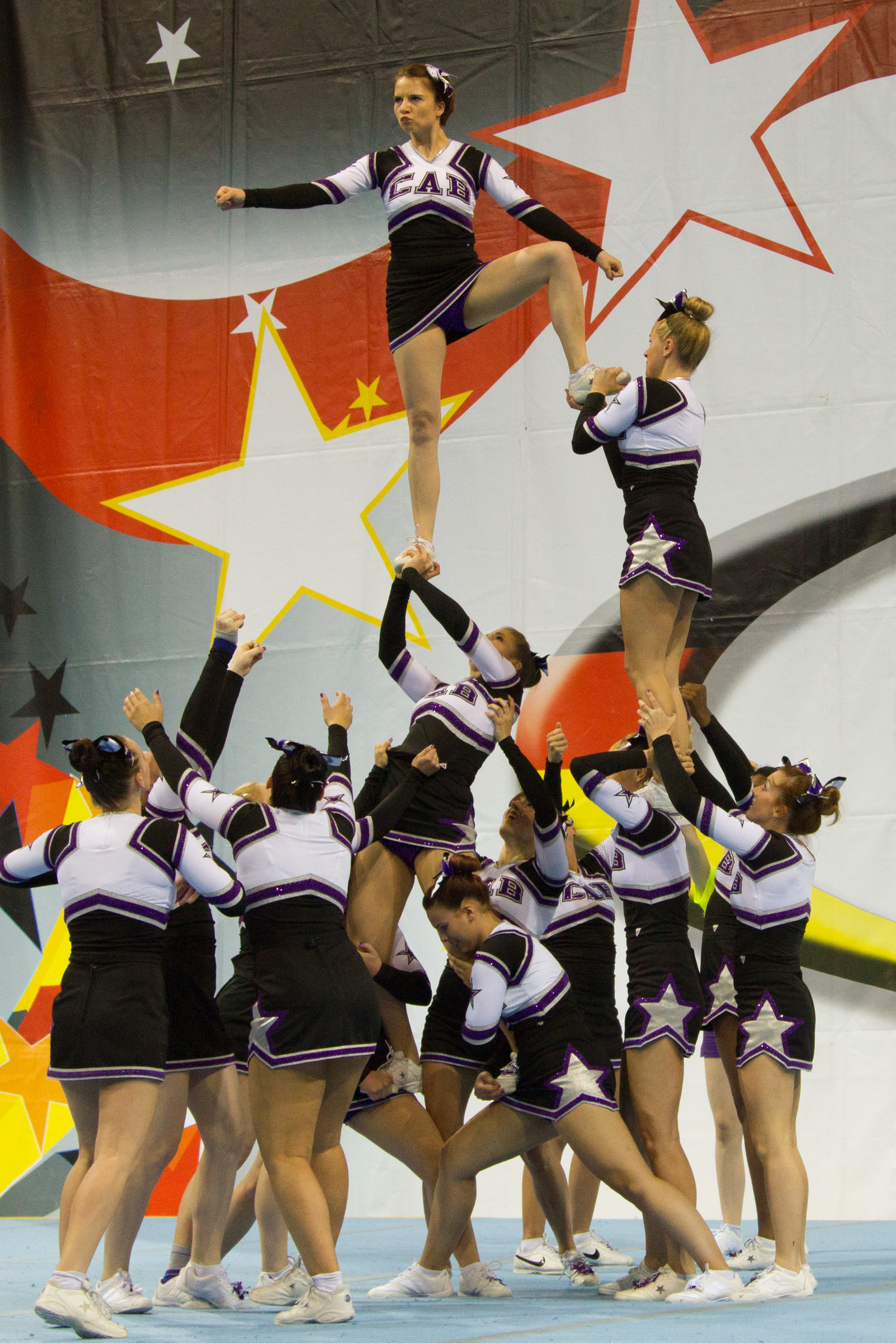
CAB Lilax bei der Regionalmeisterschaft West (CCVD) 2013 in Bonn

  - NRW-Meisterschaft (CvD): Platz 6 Senior Allgirl Cheer[7]
  - Regionalmeisterschaft West (CCVD): Platz 10 Senior Allgirl Cheer Level 5[8]
- 2014
  - NRW-Meisterschaft (CvD): Platz 1 Senior Allgirl Groupstunt
  - NRW-Meisterschaft (CvD): Platz 3 Senior Allgirl Cheer
- 2012
  - Regionalmeisterschaft West (CCVD): Platz 2 Senior Allgirl Groupstunt
  - NRW-Meisterschaft (CvD): Platz 1 Senior Allgirl Groupstunt
  - Deutsche Meisterschaft (CvD): Platz 8 Senior Allgirl Groupstunt
- 2011
  - NRW-Meisterschaft (CvD): Platz 1 Senior Allgirl Cheer
- 2010
  - NRW-Meisterschaft (CvD): Platz 2 Senior Allgirl Groupstunt
  - NRW-Meisterschaft (CvD): Platz 2 Senior Allgirl Cheer
- 2008
  - NRW-Meisterschaft (CvD): Platz 2 Senior Allgirl Cheer

## Auftritte
Neben den offiziellen Verbandsmeisterschaften nehmen die Teams der Cheer Academy Bochum regelmäßig an internationalen, nationalen und regionalen Wettkämpfen teil. Darüber hinaus sind sie regelmäßig bei privaten und öffentlichen Veranstaltungen zu sehen. Weiterhin stehen bisher (2015) drei Auftritte bei deutschen Fernsehsendern in der Agenda des Vereins:
- SportveranstaltungenFIS Weltcup-Turnier der Florett-Juniorinnen Bochum Okt./2015

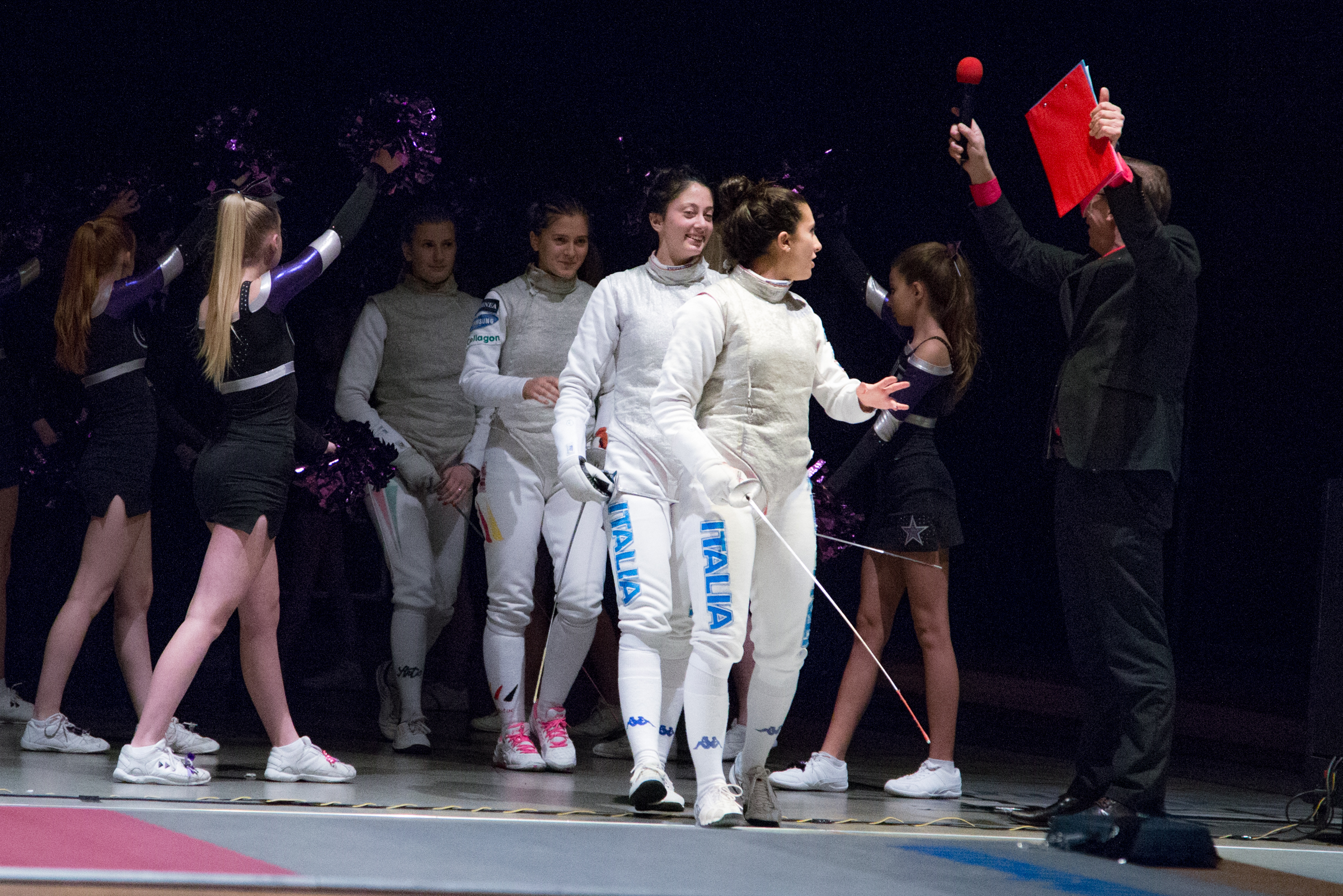
FIS Weltcup-Turnier der Florett-Juniorinnen Bochum Okt./2015

  - Fédération Internationale d’Escrime FIE – Weltcupturnier der Florett-Juniorinnen 2015 in Bochum
  - Deutscher Basketball Bund (DBB) – Final Four Turnier um den Basketball-Pokal der Frauen 2015 in Herne
  - Landschaftsverband Westfalen-Lippe (LWL) – Hüttenlauf (2014 u. a.)
  - BIG Halbmarathon Herne (2012)
- Fernsehen
  - SAT.1 Superkids (2015)
  - SAT.1 5 gegen Jauch (2014)
  - RTL 1 gegen 100 (2008)
- sonstiges
  - Aktion BlauPause – 50 Jahre Ruhr-Universität Bochum (2015)
  - Festumzug zur Cranger Kirmes (2012 u. a.)
  - Fanfest »Starke Frauen« zur Fußball-Weltmeisterschaft der Frauen 2011 in Bochum